# Catenella obscura
Catenella obscura är en svampart som beskrevs av Bat. & Peres 1963. Catenella obscura ingår i släktet Catenella, divisionen sporsäcksvampar och riket svampar.   Inga underarter finns listade i Catalogue of Life.